# بيلوريتسك
بيلوريتسك (بالروسية: Белорецк) هي إحدى مدن روسيا في الكيان الفدرالي الروسي باشكورتوستان.

## أعلام
- ليليا شوبوخوفا